# Tahiti
Tahiti, ältere Namen Otahaiti, Otaheiti oder Otaheite (auch King George Island, Isla de Amat und Sagittaria), ist eine Insel im Südpazifik, die politisch zum französischen Überseegebiet Französisch-Polynesien gehört. Sie hat eine Fläche von 1042 km² und 189.517 Einwohner (Stand: 2017). Hauptstadt und größte Stadt der Insel ist Papeete. Tahiti liegt in der Zeitzone UTC−10.

## Geografie

Tahiti mit dem Hauptort Papeete

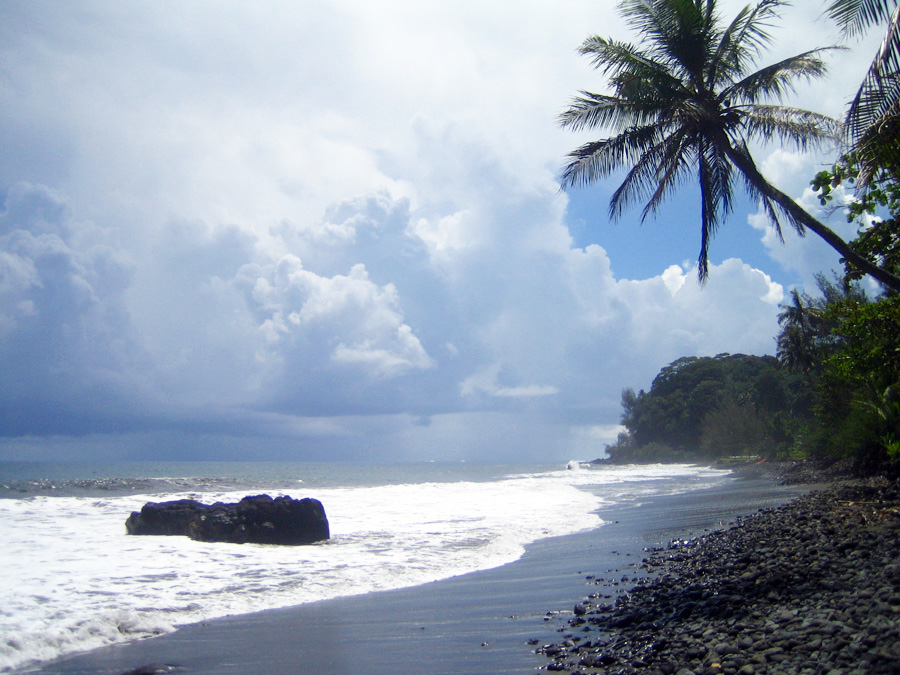
Schwarzer Strand auf Tahiti

Tahiti zählt geografisch zu dem Archipel der Gesellschaftsinseln (französisch Îles de la Société), genauer zu den Inseln über dem Winde (französisch Îles du Vent). Sie ist die größte und bevölkerungsreichste Insel des Archipels. Tahiti ist eine Doppelinsel aus Tahiti Nui (Groß-Tahiti) und dem kleineren und dünner besiedelten Tahiti Iti (Klein-Tahiti), die durch den Isthmus von Taravao verbunden sind.
Das Landschaftsbild ist von steilen Gipfeln geprägt, deren höchster, der Mont Orohena auf Tahiti Nui, 2241 m emporragt. Die höchste Erhebung auf Tahiti Iti ist der Mont Ronui mit 1332 Metern. Fließgewässer haben tiefe Täler eingegraben, die von schroffen Felsgraten begrenzt werden. Das unbewohnte Inselinnere ist dicht mit tropischer Vegetation bewachsen und wird von unbefestigten Wegen und Fußpfaden nur stellenweise erschlossen. Die Siedlungen befinden sich in dem schmalen Küstenstreifen, der Norden und Westen von Tahiti ist am dichtesten besiedelt.
Entgegen der verbreiteten Meinung ist Tahiti keineswegs von weißen Stränden umgeben. Die Insel hat nur verhältnismäßig wenige natürliche Strände, die überwiegend aus schwarzem, basaltischem Sand bestehen und hauptsächlich entlang der Westküste verteilt sind. Die gepflegten weißen Hotelstrände sind in der Regel künstlich angelegt.

### Geologie
Tahiti wird aus zwei in nordwestlicher Richtung orientierten Schildvulkanen gebildet, die einst aus dem Society-Hotspot unter der Pazifischen Platte entstanden sind. Die beiden bereits erloschenen Vulkane haben die Inselteile Tahiti Nui und Tahiti Iti ausgebildet, die parallel zum allgemeinen Trend der Hotspot-Strecke der Gesellschaftsinseln ausgerichtet sind. Sie zeigen aus der Luft die Form einer Acht und bestehen aus magmatischen Gesteinen, im Wesentlichen aus Basalten und dem Basalt eng verwandten Eruptivgesteinen. Mit der Pazifischen Platte bewegt sich die Insel mit ca. 12,5 cm pro Jahr in Richtung Nordwest.
Tahiti gehört geologisch zur Kette der Gesellschaftsinseln (Society Island chain), einer Reihe teils submariner Vulkane, die sich von Nordwest nach Südost im Südpazifik erstreckt und zu der auch die Atolle Bora Bora, Raiatea, Huahine, Moorea und Tetiaroa zählen. Die Inseln Tahiti und Mehetia sind, zusammen mit dem untermeerischen Vulkan Teahitia, die jüngsten dieses Archipels. Für die beiden Inselteile Tahitis wurde ein Alter von 0,5 bis 2 Millionen Jahre ermittelt, wobei Tahiti Iti deutlich jünger ist als Tahiti Nui. Die Riffbildung des erdgeschichtlich recht jungen Atolls ist noch nicht fortgeschritten, das Saumriff um die Insel noch nicht vollständig geschlossen.

### Klima
Das Klima ist tropisch-feucht. Die Jahresdurchschnittstemperatur beträgt 26 °C, wobei sich die einzelnen Monate nur unwesentlich unterscheiden. Im Jahresmittel fallen 1761 mm Regen (zum Vergleich: Köln 797 mm). Die regenreichsten Monate sind Dezember und Januar mit mehr als 300 mm Regen. Die Regenfälle sind aber – wie in den Tropen üblich – heftig und nur von kurzer Dauer. Eher trocken sind die Monate August und September mit durchschnittlich weniger als 50 mm Regen.
|                       | Jan  | Feb  | Mär  | Apr  | Mai  | Jun  | Jul  | Aug  | Sep  | Okt  | Nov  | Dez  |   |      |
| Mittl. Tagesmax. (°C) | 30,3 | 30,5 | 30,8 | 30,6 | 29,9 | 28,9 | 28,3 | 28,2 | 28,6 | 29,1 | 29,5 | 29,8 | ⌀ | 29,5 |
| Mittl. Tagesmin. (°C) | 23,4 | 23,5 | 23,5 | 23,3 | 22,5 | 21,2 | 20,8 | 20,5 | 21,0 | 21,9 | 22,6 | 23,1 | ⌀ | 22,3 |
|                       |      |      |      |      |      |      |      |      |      |      |      |      |   |      |
| Niederschlag (mm)     | 315  | 233  | 195  | 141  | 92   | 60   | 61   | 48   | 46   | 91   | 162  | 317  | Σ | 1761 |
|                       |      |      |      |      |      |      |      |      |      |      |      |      |   |      |
| Sonnenstunden (h/d)   | 7,0  | 7,1  | 7,3  | 7,7  | 7,4  | 7,3  | 7,6  | 8,1  | 8,1  | 7,5  | 7,0  | 6,3  | ⌀ | 7,4  |
|                       |      |      |      |      |      |      |      |      |      |      |      |      |   |      |
| Regentage (d)         | 14   | 13   | 10   | 8    | 7    | 6    | 5    | 4    | 4    | 7    | 9    | 13   | Σ | 100  |
|                       |      |      |      |      |      |      |      |      |      |      |      |      |   |      |
| Wassertemperatur (°C) | 27   | 27   | 27   | 28   | 28   | 27   | 26   | 26   | 26   | 26   | 27   | 27   | ⌀ | 26,8 |
|                       |      |      |      |      |      |      |      |      |      |      |      |      |   |      |
| Luftfeuchtigkeit (%)  | 79   | 80   | 79   | 79   | 79   | 78   | 77   | 76   | 77   | 78   | 79   | 79   | ⌀ | 78,3 |

| 23,4 |

| 23,5 |

| 23,5 |

| 23,3 |

| 22,5 |

| 21,2 |

| 20,8 |

| 20,5 |

| 21,0 |

| 21,9 |

| 22,6 |

| 23,1 |

| 23,4 |

| 23,5 |

| 23,5 |

| 23,3 |

| 22,5 |

| 21,2 |

| 20,8 |

| 20,5 |

| 21,0 |

| 21,9 |

| 22,6 |

| 23,1 |

### Flora

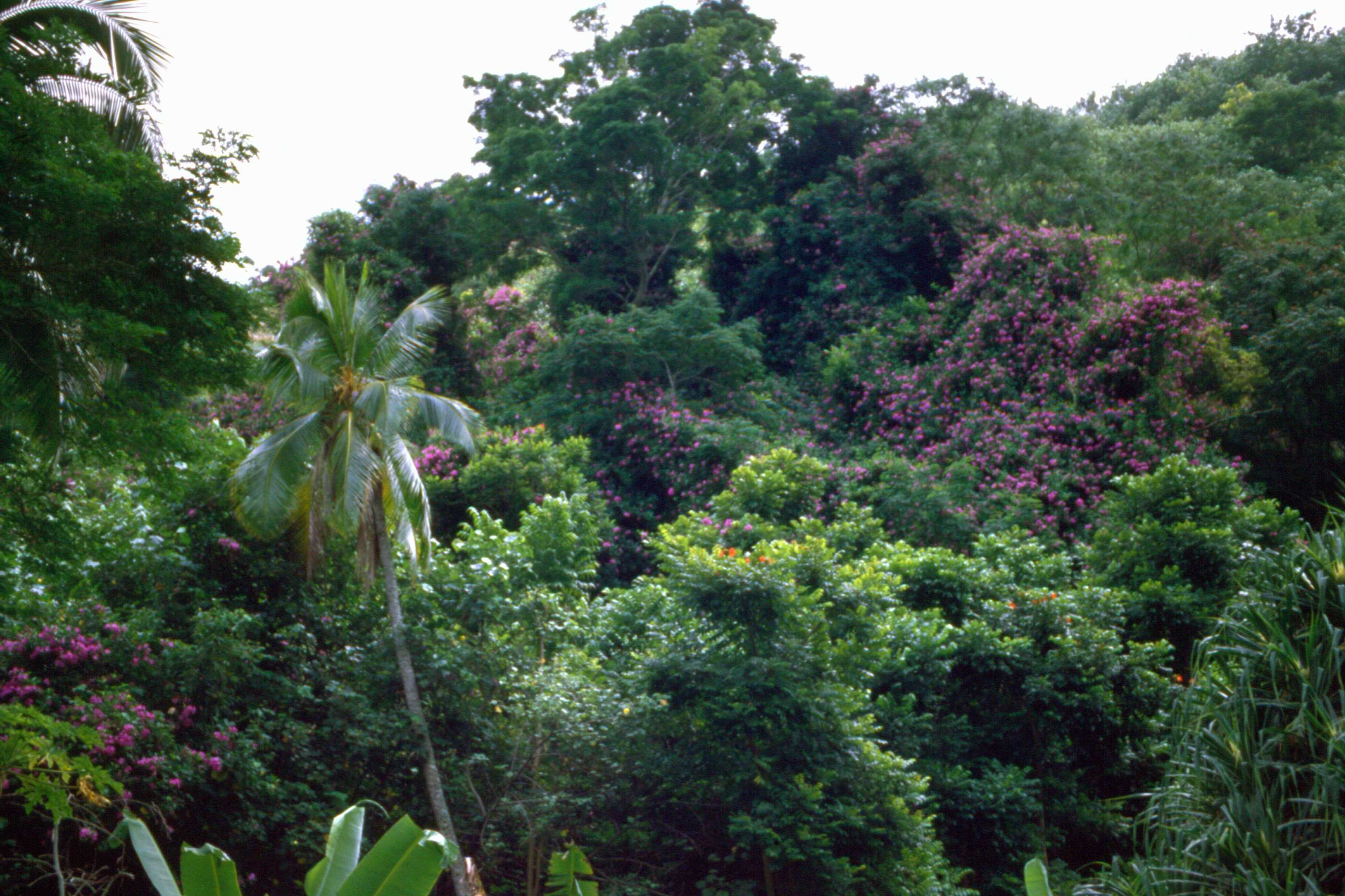
Vegetation im Inselinnern

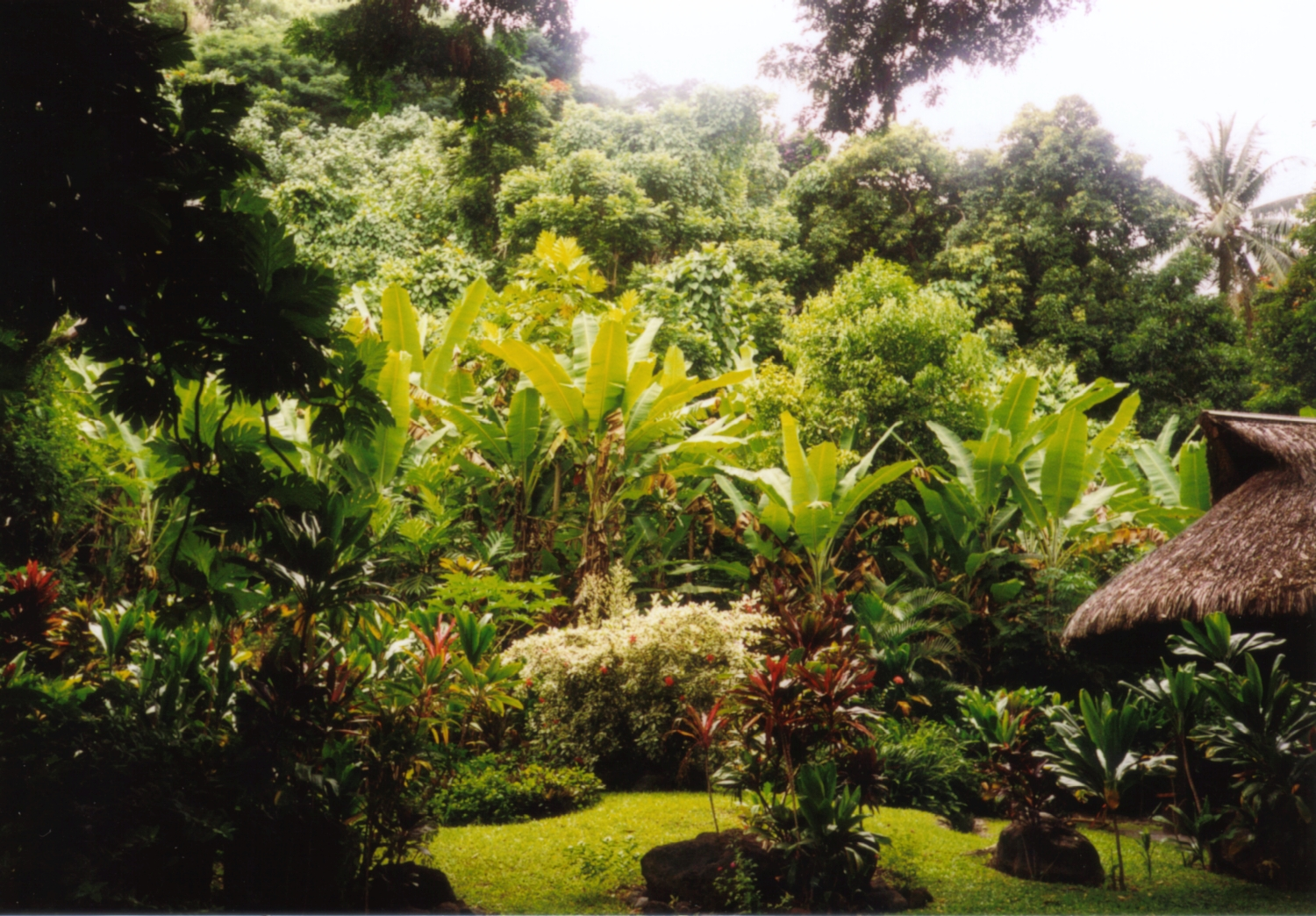
Traditionelles Haus mit Garten

Die Vegetation Französisch-Polynesiens ist von zwei Besonderheiten gekennzeichnet: einem hohen Anteil endemischer Pflanzen bei einer relativen Artenarmut. Die isolierte Lage der Inseln und die Tatsache, dass sie niemals mit einer kontinentalen Landmasse verbunden waren, erklärt die hohe Zahl endemischer Pflanzen. Im Südpazifik breiteten sich die Pflanzen von West nach Ost aus. Das führte dazu, dass die Biodiversität der Inseln nach Osten zu abnimmt. So weisen die im Westen gelegenen Inseln Neuguinea und Neukaledoniens gegenüber Tahiti eine weit höhere Anzahl von Arten auf. Deutlich artenärmer sind dagegen die Pitcairninseln und die Osterinsel im äußersten Osten des Pazifiks.
Die gebirgigen Teile Tahitis sind mit einem üppig wachsenden, größtenteils noch naturbelassenen Bergregenwald bedeckt. In den ständig feuchten und schattigen Tälern wachsen Farne, darunter zahlreiche endemische Arten. Die Farne haben einen Anteil von rund 30 % an den in Polynesien wachsenden Pflanzen.
Traditionell kultivierten die Polynesier zahlreiche Blütenpflanzen für die Ausgestaltung ihrer Feste und religiösen Zeremonien, darunter den Hibiskus, die Tiare (Gardenia tahitensis), aus der das Monoi-Öl oder Monoi Tiare de Tahiti hergestellt wird, die Bougainvillea und den duftenden Jasmin, die man auch heute noch in jedem Hausgarten finden kann.
Inzwischen hat der Mensch die Flora auf dem dicht besiedelten Tahiti entscheidend verändert. Bereits die ersten polynesischen Siedler führten ursprünglich nicht auf der Insel heimische Nutzpflanzen ein, zum Beispiel den Taro. Um die terrassierten Felder für den Nassfeldanbau des Taro (ähnlich wie in Asien für den Reis) anzulegen, wurde die Landschaft bereits in protohistorischer Zeit großflächig umgestaltet.
Weitere Pflanzen brachten die Europäer nach Tahiti, die sich teilweise ausgewildert und zu einem Problem für die einheimische Flora entwickelt haben. Ein Beispiel ist die ursprünglich aus Südamerika stammende Guave. Die Pflanze wurde wegen ihrer wohlschmeckenden Früchte eingeführt und fand auf Tahiti beste Wachstumsbedingungen vor. Mittlerweile überwuchern Guavenbüsche großflächig auch unzugängliche Inselbereiche und bedrohen so indigene Pflanzengemeinschaften.
Tropische Früchte werden überwiegend für den eigenen Bedarf angebaut, die Mitte des 19. Jahrhunderts von den Franzosen eingeführte Tahiti-Vanille wird hingegen exportiert und ist wegen ihrer hervorragenden Qualität sehr begehrt.

### Fauna
Die größeren Tiere Polynesiens wurden alle vom Menschen eingeführt. Bereits die ersten Siedler brachten Hunde, Schweine, Hühner und die Pazifische Ratte als Nahrungstiere mit, die Europäer führten Ziegen, Kühe, Schafe und Pferde ein. Autochthone Landtiere sind lediglich Insekten, Krebse, Schnecken und Eidechsen.
Endemische oder autochthone Landvogelarten wie die Rotschnabelralle, der Tahiti-Laufsittich oder die Tahititaube waren wenige Jahre nach Ankunft der Europäer auf Tahiti ausgestorben. Heutzutage kommen noch der sehr seltene Tahiti-Monarch (Pomarea nigra), die Purpurkappen-Fruchttaube (Ptilinopus purpuratus), die gefährdete Tahiti-Fruchttaube (Ducula aurorae) sowie der Tahitiliest (Todiramphus veneratus) vor.
Für den Menschen gefährliche Tiere gibt es auf Tahiti nicht, insbesondere keine Schlangen. Unangenehm sind Sandflöhe am Strand, eine giftige Hundertfüßerart aus der Familie der Scolopender und die im Landesinnern überall präsenten Stechmücken.
Die Meeresfauna des Korallenriffes ist sehr artenreich. Neben Hunderten verschiedenartiger Korallenfische sind zahlreiche Mollusken, Kraken, Stachelhäuter und Krebstiere des tropischen Meeres vorhanden. Hinter dem Riff gibt es Haie, Rochen, Schwertfische, Meeresschildkröten und, besonders von August bis November, gelegentlich auch Wale.
Forscher entdeckten im November 2021 im Zuge eines internationalen Projekts zur Meeresbodenerforschung und Biodiversität vor der Küste Tahitis ein drei Kilometer langes Korallenriff. Die Struktur befindet sich in 35 bis 70 Metern Tiefe und in einem guten Zustand.

## Geschichte

### Vorgeschichte

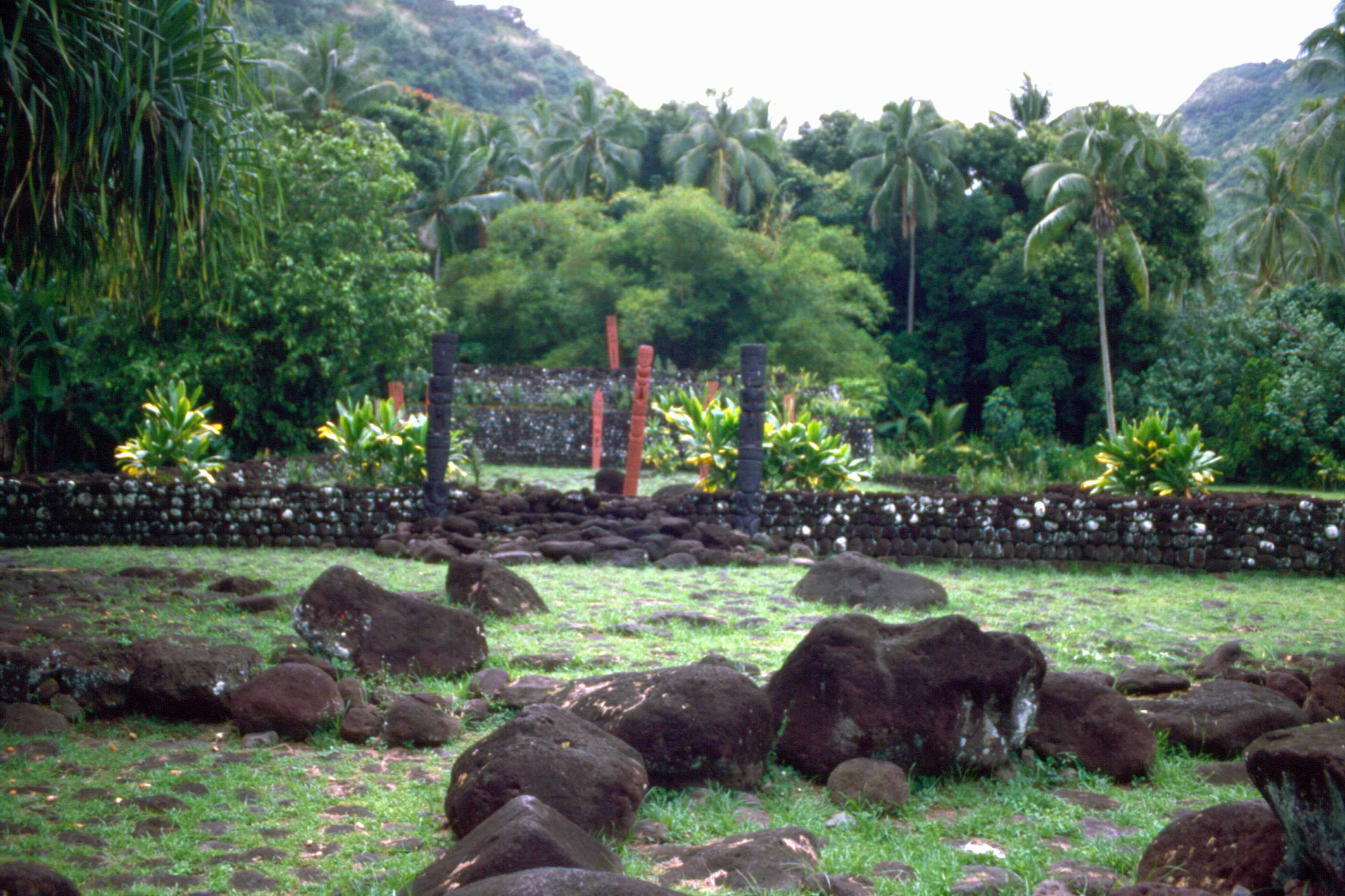
Kultplattform (Marae) im Arahurahu-Tal

Tahiti wurde – wie die anderen Gesellschaftsinseln auch – etwa um 200 v. Chr. von Tonga und Samoa aus besiedelt. Spuren der ersten Siedler sind kaum vorhanden. Da natürliche Höhlen und Felsüberhänge, anders als zum Beispiel auf den Marquesas, auf Tahiti weitgehend fehlen, vermutete der amerikanische Anthropologe Kenneth P. Emory, dass die ersten Einwohner in strandnahen Kleinsiedlungen der Küstenebene lebten. Von der Geografie der Insel mit ihren abgeschlossenen, sich zum Meer hin öffnenden Tälern begünstigt, bildeten sich mit zunehmendem Bevölkerungswachstum alsbald unabhängige Stammesfürstentümer heraus, die sich wiederum in einzelne Clans aufspalteten. Die Stammesgesellschaft war streng hierarchisch gegliedert und in mehrere soziale Ebenen geschichtet.
Im Wesentlichen gab es drei Kasten:
- der Adel, polynesisch ari’i oder ariki, an der Spitze der Gesellschaft. Sie stellten die großen Landbesitzer. Ganz oben standen die ariki rahi (deutsch: die großen Ariki), die Souveräne, die sich aus den alten Adelsfamilien rekrutierten. Auf Tahiti gab es deren acht, die jeweils einem Stamm vorstanden. Diese Familien stellten auch die höchsten Priester, in der Regel nachgeborene Söhne.
- die Freien, polynesisch raatira, das waren im Wesentlichen die Kleingrundbesitzer, Handwerker, Bootsbauer, Tätowierer und Künstler. Im Kriege waren sie die engsten Gefolgsleute der Ariki. Die Grenzen zwischen den Raatira und den untersten Stufen des Kleinadels waren fließend.
- die Hörigen, polynesisch manahune, die die Felder in Abhängigkeit von den Grundherren bestellten. Die Produkte mussten sie größtenteils abführen.

Das Herrschaftssystem Tahitis bezog sowohl Merkmale der mittelalterlich-europäischen Feudalgesellschaft als auch der Kastengesellschaft hinduistischer Prägung ein.:4–6 Religiöse und weltliche Macht waren eng verzahnt, teilweise in denselben Personen vereint.
Eine besondere Rolle innerhalb der polynesischen Gesellschaft Tahitis nahm der Geheimbund der Arioi ein, der sowohl von religiöser als auch von machtpolitischer Bedeutung war, letzteres durch Repräsentation und Prachtentfaltung zum Ruhm der Herrscherhäuser.
Zur Zeit der Kulturblüte, das heißt vor der europäischen Entdeckung, hatte Tahiti vermutlich 35.000 Einwohner. Zur Ernährung der Bevölkerung war ein ausgeklügeltes System der Landnutzung angelegt worden, dessen kunstvoll be- und entwässerte Anbauterrassen für Taro stellenweise heute noch archäologisch nachweisbar sind. Weitere bedeutende Kulturpflanzen waren die Brotfrucht, die Kokospalme und die Tahitikastanie (Inocarpus fagifer aus der Familie der Fabaceae).
Im Gegensatz zu seiner heutigen Bedeutung war Tahiti vor der europäischen Okkupation nicht das politische und religiöse Zentrum der Gesellschaftsinseln. Diese Rolle fiel Raiatea zu, der mythischen Geburtsstätte des Kriegsgottes Oro, wo auch der Marae Taputapuatea, die heiligste aller Kultplattformen Polynesiens, stand.
Die Machtverhältnisse der Gesellschaftsinseln waren bis zum Eingreifen der Europäer weitgehend ausgeglichen, auf Tahiti gelang es zunächst keinem Stamm, die Oberherrschaft zu erringen.

### Europäische Einflussnahme
Es ist nicht abschließend geklärt, welcher Europäer als Entdecker Tahitis gelten kann. Der Portugiese Pedro Fernández de Quirós sichtete am 10. Februar 1606 eine bewohnte Insel, die er Sagittaria nannte und bei der es sich nach Meinung einiger Chronisten um Tahiti gehandelt haben könnte. Eine Bestätigung dafür gibt es jedoch nicht. So gilt heute der Engländer Samuel Wallis als erster Europäer, der am 21. Juni 1767 Tahiti betrat. Er nannte die Insel King George Island. Bereits im folgenden Jahr, am 6. April 1768, landete der Franzose Louis Antoine de Bougainville, blieb neun Tage und bezeichnete Tahiti euphorisch als „La Nouvelle Cythère“ (das neue Kythira; gemeint ist die Liebesinsel der Aphrodite).

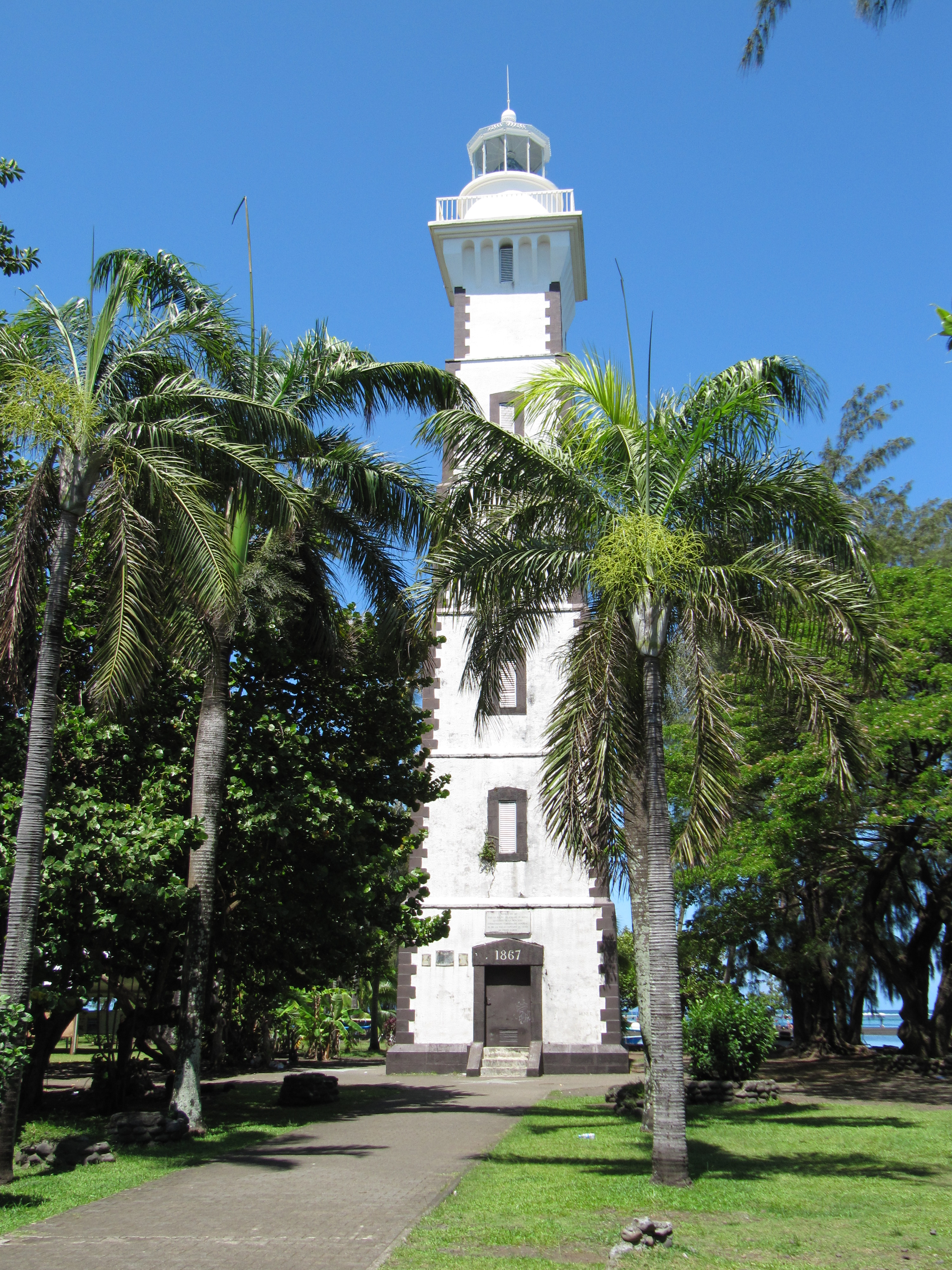
Leuchtturm an der Pointe Vénus

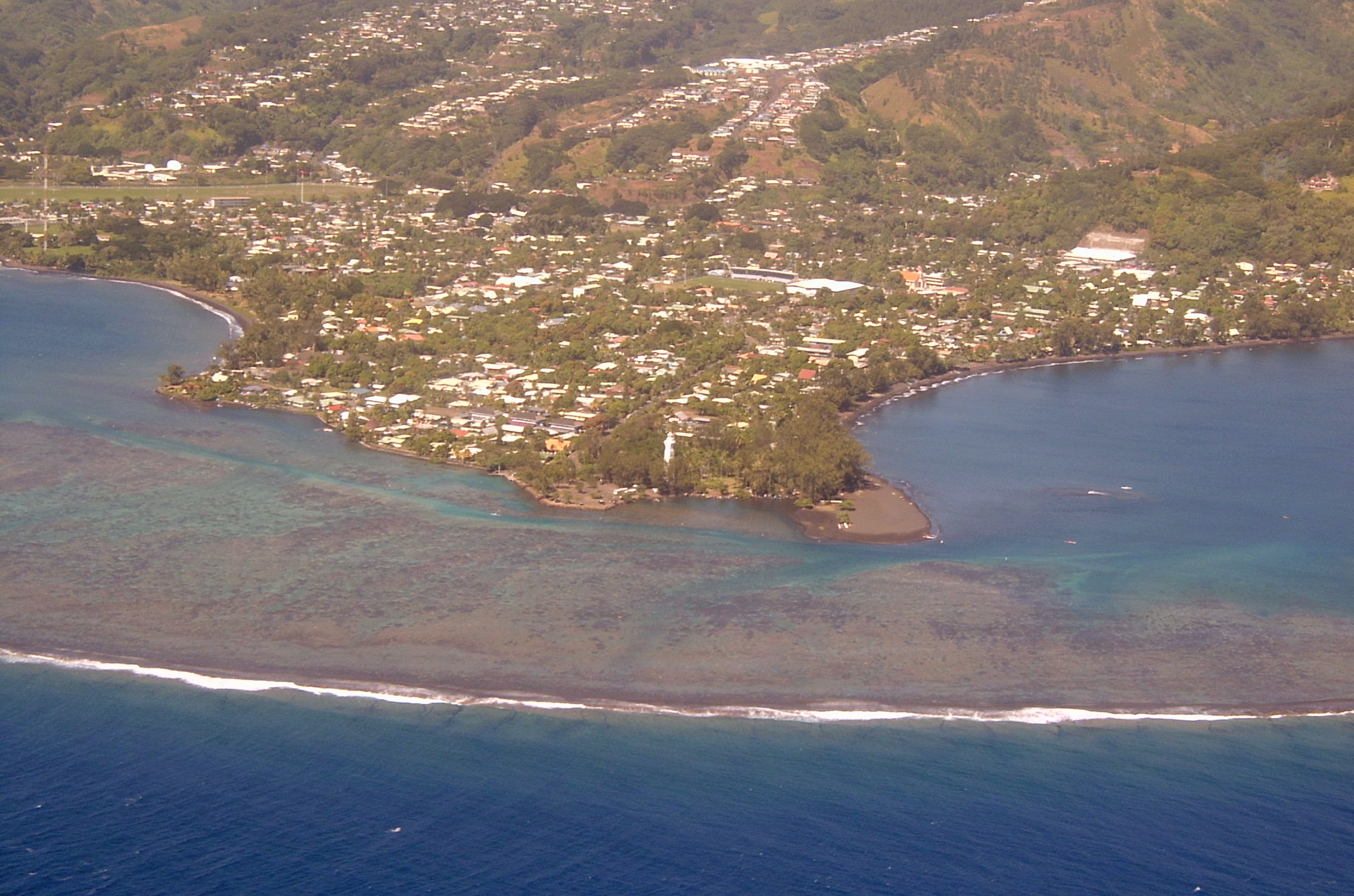
Luftaufnahme der Pointe Vénus, heute dicht bebaut – rechts die Bucht von Matavai

Im Bewusstsein der Europäer sind besonders die Besuche von James Cook geblieben. Am 13. April 1769 ankerte er mit seinem Schiff Endeavour in der Matavai-Bucht, ca. 10 km nördlich des heutigen Papeete. Er hatte den Auftrag, den Venustransit zu beobachten, und errichtete zu diesem Zweck eine provisorische Sternwarte. Heute befindet sich an dieser Stelle der Leuchtturm Pointe Vénus. Mit Cook reiste der Botaniker Joseph Banks, der während des dreimonatigen Aufenthaltes umfangreich botanische Studien durchführte. Seine dabei gewonnenen Erkenntnisse führten zur Fahrt der Bounty von 1787 nach Tahiti, mit der die britische Admiralität William Bligh beauftragte. Die Bounty sollte von Tahiti Pflanzen des Brotfruchtbaums mitbringen, dessen Früchte sich in Banks’ Augen als billiges Nahrungsmittel für Plantagensklaven empfahlen.
Am 12. November 1772 ankerte die spanische Fregatte El Águila in der Baie de Tautira auf Tahiti Iti. Ihr Kapitän Domingo de Boenechea hatte den Auftrag von Manuel d’Amat i de Junyent, dem Gouverneur von Chile und Vizekönig von Peru, Tahiti für Spanien zu annektieren. Er nannte die Insel nach seinem Auftraggeber Isla de Amat. Die Annexion blieb jedoch ohne politische Nachwirkungen.
Am 17. August 1773 kehrte James Cook nach Tahiti zurück. In seiner Begleitung befanden sich die beiden naturwissenschaftlich gebildeten Deutschen Johann Reinhold Forster und Georg Forster. Die Berichte der frühen Entdecker bestimmten lange Zeit (und teilweise heute noch) das Bild der Europäer von der Südsee.
Bougainvilles romantisch angehauchter Reisebericht Voyage autour du monde sowie Georg Forsters 1777 erschienene Reisebeschreibung A Voyage Round the World schienen Jean-Jacques Rousseaus Menschenbild vom „Edlen Wilden“ zu bestätigen, den die Europäer auf Tahiti gefunden zu haben glaubten.
Philibert Commerson, der Botaniker der Bougainville-Expedition, war begeistert von der angeblich friedlich in paradiesischer Natur zusammenlebenden Gesellschaft auf Tahiti, das er in einem Brief an den mit ihm befreundeten Astronomen Jérôme Lalande als das wirkliche „Utopia“ bezeichnete. Commersons Korrespondenz wurde im November 1769 in der Zeitschrift Mercure de France veröffentlicht.
Als Reaktion auf diese enthusiastischen Reiseberichte erschienen mehrere Romane, die in der Zeit der Romantik das gern gesehene, aber völlig falsche Bild des „Paradieses Südsee“ schnell verbreiteten. Der französische Schriftsteller Nicolas Bricaire de la Dixmerie (1730?–1791) betonte – wie andere auch – besonders die erotischen Seiten dieser elysischen Gesellschaft der „Wilden“. Er schrieb, diese Insel, auf der die Natur alle Ressourcen zur mühelosen Verfügbarkeit des Menschen bereithalte, sei „ausschließlich der Verehrung der Liebe gewidmet“. Die Schriftstellerin Joséphine de Monbart bezeichnete in ihrem sentimentalen Briefroman Lettres Tahitiennes von 1781 Tahiti als „Archetyp des Paradieses“ (archétype paradisiaque) und empfahl die Lebensweise der „Wilden“ als einen „neuen Weg zur Entdeckung des Glücks“.
Der dritte Besuch Cooks auf Tahiti dauerte von Mitte August bis September 1777. Auf Einladung eines Häuptlings nahm er an einer religiösen Zeremonie an einem Marae teil, die in einem Menschenopfer endete.

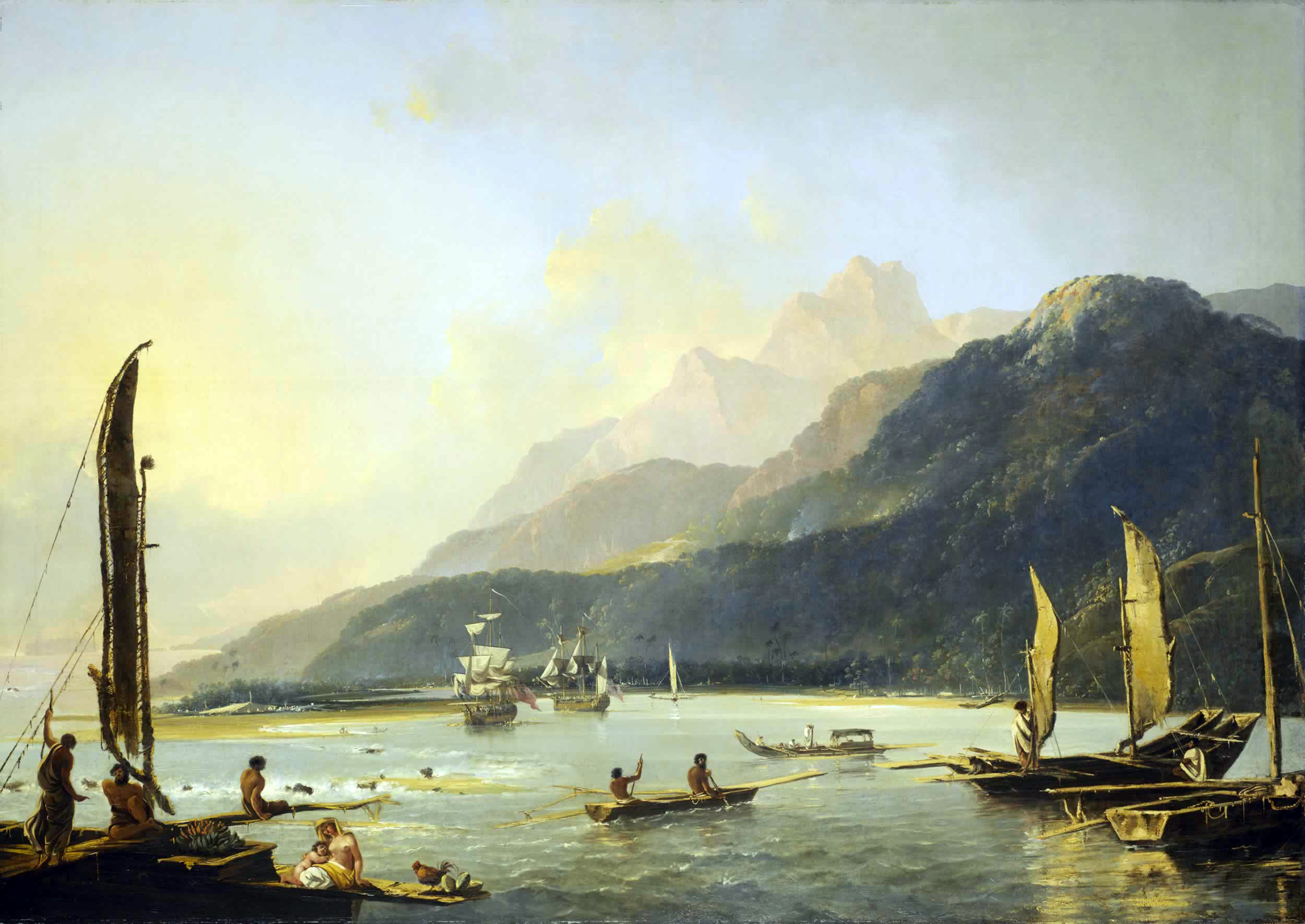
Cooks Schiffe Resolution und Adventure in der Bucht von Matavai. (Gemälde von William Hodges, 1776)

Die europäischen Schiffe steuerten in der Regel die Matavai-Bucht an. Die Bucht – Wallis nannte sie vorausschauend „Royal Bay“ – gehörte zum Stammesfürstentum Pare, dessen Ariki war Pomaré I. Er wurde daher von den Europäern als „König“ der gesamten Insel betrachtet, obwohl er nur einer von acht unabhängigen Stammesfürsten war. Da es für die europäischen Besucher zudem nützlich war, nur einen Ansprechpartner zu haben, unterstützten sie die Pomaré-Dynastie in ihren Stammesrivalitäten auch militärisch, sodass Pomaré I. um 1780 die gesamte Insel seiner Herrschaft unterwerfen konnte. Pomarés Eroberungskriege und die von den Europäern eingeschleppten Krankheiten führten zu einem dramatischen Bevölkerungsrückgang. Missionare schätzten 1804 die Bevölkerungszahl Tahitis nur noch auf 6.000 Menschen.:198
Im Jahr 1796 beschloss die London Missionary Society (LMS) das Schiff Duff unter dem Kommando von Kapitän James Wilson auszurüsten, um Missionare nach Tahiti, Tonga, den Marquesas, Hawaii und Palau zu entsenden. An Bord befanden sich 30 Missionare, davon vier ordinierte Geistliche. Ein acht Jahre später zur Zentrale der Society entsandter Bericht beschreibt die Erfolge der Zivilisation und der Mission der „Eingeborenen“ Tahitis aber als eher gering.
Um 1800 begannen Walfänger Tahiti als Anlaufstation während ihrer oft mehrjährigen Fangreisen im Pazifischen Ozean zu entdecken. Von dem Missionar William Crook 1818 gegründet, wurde Papeete der hauptsächliche Versorgungshafen für Walfangschiffe im Südostpazifik. 1801 entsandte die Royal Navy die Brigg Porpoise von Port Jackson nach Tahiti, um gepökeltes Schweinefleisch für die Kolonie New South Wales einzuhandeln. Das war der Einstieg in einen rund 30 Jahre dauernden lukrativen Handel mit Salzfleisch zwischen Australien und Tahiti.
Zwischenzeitlich hatten sich auch entlaufene Matrosen, Walfänger, Händler und Abenteurer, sogenannte Beachcombers, auf der Insel angesiedelt, die Alkohol und Feuerwaffen an die Bewohner verkauften. Die traditionellen Stammeskriege bekamen dadurch eine neue und besonders verhängnisvolle Qualität, was zu einem weiteren Bevölkerungsrückgang führte.
Pomaré II. setzte ab 1803 die Kriege zur Festigung seiner Herrschaft fort, wurde jedoch 1808 geschlagen und flüchtete nach Moorea. Als Folge musste die Missionsstation aufgegeben werden. 1811 kehrte Pomaré II. nach Tahiti zurück – und mit ihm die Missionare. Er ließ sich 1812 taufen und in den Folgejahren traten weitere führende Ariki zum Christentum über. Dennoch gab es weiterhin Widerstand gegen die Einführung des Christentums. Die Gegner von Pomaré II., die Anhänger der alten Religion, sammelten sich um Opuhara, den Ariki von Papara. Im November 1815 kam es zur Schlacht von Feipi. Die Krieger Pomarés hatten von den Europäern Feuerwaffen erhalten und siegten. Opuhara fiel am 12. November 1815. Damit war Pomaré II. unangefochten Herrscher über die gesamte Insel. 1819 führte er einen von den Missionaren verfassten Strafkatalog ein, der für alle Praktiken, die im Gegensatz zur christlichen Lehre standen, drastische Strafen vorsah. So war zum Beispiel für „Blasphemie, Idolatrie und Rückkehr zur Götzendienerei“ die Todesstrafe und für „Unzucht (das heißt außereheliche geschlechtliche Beziehungen), begangen, verhehlt oder den Missionaren verborgen“, mehrjährige Zwangsarbeit vorgesehen. Faktisch regierten die Missionare der LMS die Insel. Der Missionar George Pritchard (1796–1883) amtierte als britischer Konsul.
1821 starb Pomaré II. Sein Sohn Teriitaria, noch im Kleinkindalter, amtierte als Pomaré III. nur sechs Jahre. In Ermangelung eines männlichen Thronfolgers regierte ab 1827 die Schwester von Pomaré III. als Queen Pomaré Vahine IV. Sie arbeitete eng mit den Missionaren der LMS zusammen.
Auf den Gambierinseln hatte sich die französische katholische Mission unter dem Orden „Pères et religieuses des Sacrés-Cœurs de Picpus“ (kurz: Picpusiens) etabliert. Sie beobachteten die protestantische Mission auf Tahiti mit Argwohn und Besorgnis. 1836 landeten die französischen Missionare Laval und Caret auf Tahiti, um den katholischen Glauben zu predigen. Da sie nicht ohne Erfolg waren, verfügte George Pritchard ihre Ausweisung. Der belgische Kaufmann Jacques-Antoine Moerenhout, französischer Konsul auf Tahiti, intervenierte in der Angelegenheit der beiden Missionare.:131 1839 traf die französische Fregatte Artémise in Papeete ein. Deren Kommandant, Kapitän Laplace, zwang Königin Pomaré mit der Drohung, das Feuer auf die Stadt zu eröffnen, eine Verpflichtung zu unterzeichnen, dass es den Franzosen fortan erlaubt sei, Tahiti frei und ungehindert zu besuchen und ihre Religion zu verbreiten. Pritchard bemühte sich vergebens um Unterstützung und die Königin gab nach.
Am 15. November 1836 betrat Charles Darwin während seiner Weltreise von 1831 bis 1836 Tahiti. Die Beagle ankerte in der Matavai-Bucht.
Am 10. September 1839 erreichte Charles Wilkes im Rahmen der United States Exploring Expedition Tahiti. Er baute seine tragbaren Observatorien, im Gedenken an James Cook, am Pointe Vénus auf. Die ihn begleitenden Wissenschaftler führten insbesondere anthropologische, ethnologische und botanische Studien durch. Einen interessanten Hinweis auf das Verhältnis der Bevölkerung zum Christentum gibt uns das Tagebuch des 1. Offiziers William Reynolds:
„Der einzige Hinweis auf Religion, den ich bei den Eingeborenen entdecken konnte, war die Beachtung äußerlicher Formen und die Furcht vor den Missionaren“.
1842 erfolgte eine erneute französische Intervention, dessen Kommandeur Abel Aubert Dupetit-Thouars am 9. September 1842 das vorläufige französische Protektorat verkündete. Er nutzte dabei geschickt die vorübergehende Abwesenheit des britischen Konsuls Pritchard. Der französische Konsul Moerenhout hatte inzwischen vier örtliche Häuptlinge dazu bewegen können, eine Petition zu unterzeichnen, die französischen Schutz für Tahiti forderte.:133 Im November 1843 wurde das Protektorat durch Abmachungen zwischen Du Petit-Touars und Königin Pomaré IV. vertraglich bestätigt und 1844 auch von Frankreich formell anerkannt.
Ihr Sohn Pomaré V. dankte am 29. Juni 1880 ab. Als Folge fiel der gesamte Archipel an Frankreich und wurde am 30. Dezember des Jahres offiziell eine Kolonie Frankreichs. Die Gesellschaftsinseln wurden „Établissements français de l’Océanie“ (EFO), eine Kolonie der Republik Frankreich. Pomaré V. war der letzte König von Tahiti, er starb 1891 an den Folgen seiner Trunksucht.

### Berühmte europäische Künstler auf dem Archipel
Wegen Dienstverweigerung („revolt and refusal of duty“) war der Schriftsteller Herman Melville zusammen mit zehn anderen Besatzungsmitgliedern des australischen Walfängers Lucy Ann im September 1842 in Papeete inhaftiert. Ihm gelang aber die Flucht aus dem Gefängnis zur Nachbarinsel Moorea. Später verarbeitete er diese Erlebnisse in dem Roman Omoo.

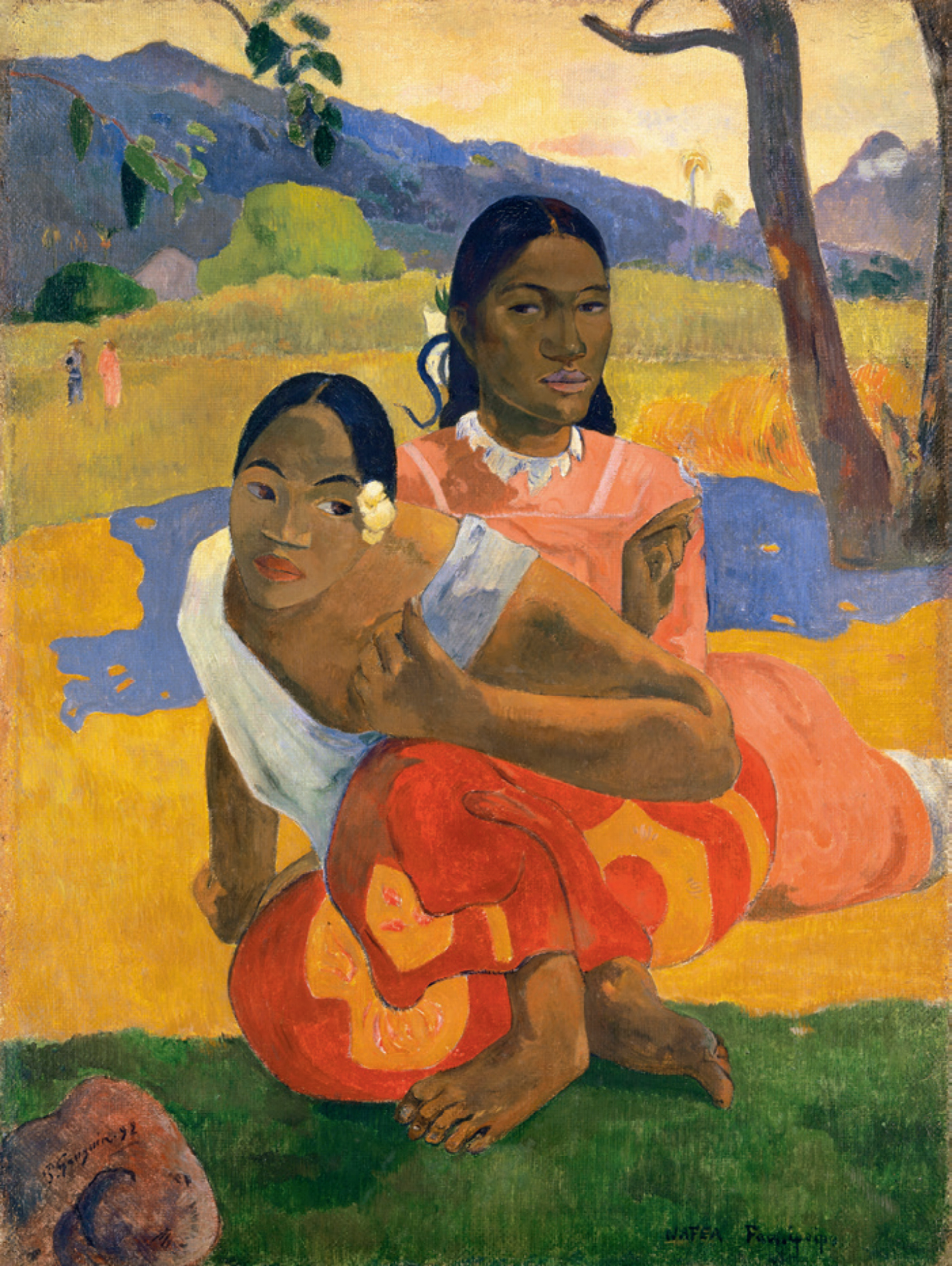
Paul Gauguin: Nafea Faa Ipoipo?, 1892 auf Tahiti gemalt

Von 1891 bis 1893 lebte der Maler Paul Gauguin auf Tahiti. In dieser Zeit entstanden zahlreiche Gemälde, die das Bild vom „Paradies Südsee“ in Europa weiter festigten. 1895 kehrte er nach Tahiti zurück. Es kam zu Meinungsverschiedenheiten mit der Kolonialverwaltung und den Missionaren, und Gauguin musste 1901 nach Atuona auf der Insel Hiva Oa übersiedeln, wo er 1903 starb.

### Neuzeit
Kurz nach Ausbruch des Ersten Weltkrieges, am 22. September 1914, erschienen die deutschen Panzerkreuzer Scharnhorst und Gneisenau vor Papeete, um Kohle aufzunehmen. Als ihnen das verweigert wurde und der französische Kommandant mit einer Küstenbatterie das Feuer eröffnen ließ, beschoss die Schiffsartillerie Papeete, zerstörte dabei einige Häuser und versenkte das im Hafen liegende Patrouillenboot Zelée sowie das deutsche Frachtschiff SS Walküre, eine französische Prise. Während des Krieges lief auch der legendäre „Seeteufel“ Felix Graf von Luckner mit seinem Hilfskreuzer Seeadler mehrere Male Tahiti an. Eine Kanone des Schiffes steht heute in einem kleinen Park vor dem Postgebäude von Papeete.
Im Verlauf des Zweiten Weltkriegs wurden im Sommer 1940 die französischen Kolonien im Pazifik mit der Frage konfrontiert, ob sie sich dem kollaborierenden Vichy-Regime unterstellen oder die Bewegung für ein Freies Frankreich (Forces françaises libres – FFL) unter General Charles de Gaulle unterstützen sollten. Die französische und britische Residentur des Kondominiums der Neuen Hebriden votierte für die FFL, aber die Gouverneure der übrigen französischen Kolonien versuchten, eine Entscheidung hinauszuzögern. Im August 1940 gab es ein Plebiszit unter den Einwohnern von Papeete, die mit überwältigender Mehrheit für die FFL stimmten. Sie lösten das Problem im September 1940 schließlich mit einem unblutigen Putsch gegen den französischen Gouverneur und installierten eine französische Administration zugunsten der FFL.
Am 23. Oktober 1987 kam es, von einem Streik der Hafenarbeiter ausgelöst, in einigen Vororten von Papeete zu Ausschreitungen, als sich arbeitslose Jugendliche wegen ihrer Perspektivlosigkeit und schlechter Bildungs- und Berufschancen gegen die französische Verwaltung auflehnten.
Als Präsident Jacques Chirac die Wiederaufnahme der französischen Kernwaffenversuche im Tuamotu-Archipel anordnete und am 5. September 1995 die erste Bombe einer neuen Testserie unter dem Mururoa-Atoll detonierte, kam es zu erneuten Unruhen in Papeete. Im Anschluss an eine zunächst friedlich verlaufene Demonstration blockierten Demonstranten den internationalen Flughafen Tahiti Faa’a und verwüsteten das Flughafengebäude. Anschließend kam es zu zahlreichen Sachbeschädigungen und Brandstiftungen in der Innenstadt von Papeete. Eigens eingeflogene Kräfte der Gendarmerie nationale beendeten die Unruhen. Die französische Verwaltung verfügte eine Ausgangssperre.:237

## Politik, Verwaltung und Bevölkerung

Flagge von Tahiti

Politisch gehört Tahiti heute zu Französisch-Polynesien. Die Insel ist Französisches Übersee-Territorium und damit der EU angegliedert. Sie wird von einer Unterabteilung (Subdivision administrative des Îles du Vent) des Hochkommissariats von Französisch-Polynesien (Haut-commissariat de la République en Polynésie française) mit Sitz in Papeete verwaltet.
Tahiti gliedert sich politisch in zwölf eigenständige Gemeinden (Communes des Îles du Vent):
| Gemeinde        | Fläche [km²] | Einwohner | Teilgemeinden (Communes associées)                    |
| --------------- | ------------ | --------- | ----------------------------------------------------- |
| Arue            | 016          | 09.537    | verwaltet auch die Insel Tetiaroa                     |
| Faa’a           | 034          | 29.687    |                                                       |
| Hitia’a O Te Ra | 218,2        | 09.585    | Hitiaa, Mahaena, Papenoo und Tiarei                   |
| Mahina          | 051,6        | 14.351    |                                                       |
| Paea            | 065          | 12.541    |                                                       |
| Papara          | 093          | 11.143    |                                                       |
| Papeete         | 017,4        | 25.769    |                                                       |
| Pirae           | 035          | 14.129    |                                                       |
| Punaauia        | 076          | 27.613    |                                                       |
| Taiarapu-Est    | 216          | 12.253    | Afaahiti, Faaone, Pueu, Tautira mit der Insel Mehetia |
| Taiarapu-Ouest  | 104          | 07.639    | Teahupoo, Toahotu und Vairao                          |
| Teva I Uta      | 120          | 09.398    | Mataiea und Papeari                                   |

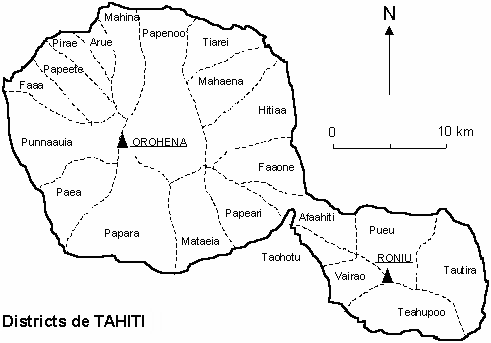
Teilgemeinden von Tahiti

Politisch zählt zu Tahiti außerdem noch die Gemeinde Moorea-Maiao mit den Teilgemeinden Afareaitu, Haapiti, Paopao, Papetoai, Teavaro und Île de Maiao.
Amtssprache ist Französisch. Währung ist (noch) der an den Euro gebundene CFP-Franc. Der Verwaltungshaushalt Tahitis wird mit Mitteln aus Frankreich und der EU subventioniert.
Größte Stadt ist Papeete im Nordwesten von Tahiti Nui, zugleich der Verwaltungssitz von Französisch-Polynesien, mit 25.769 Einwohnern. Außerdem gibt es auf Tahiti zwei weitere Kommunen mit über 20.000 Einwohnern: Faa’a und Punaauia.
Die Insel beherbergt etwa 70 % der Gesamtbevölkerung Französisch-Polynesiens. Das hängt wesentlich mit ihrer zentralen Funktion in Politik und Wirtschaft zusammen. Der Lebensstandard ist der höchste in der Region. Die Bevölkerung setzt sich aus 83 % Polynesiern, 11 % Europäern, 4 % Asiaten und 2 % Menschen gemischter ethnischer Zugehörigkeit zusammen.

## Tahitianische Sprache
Das Tahitianische, auch Tahitisch (Eigenbezeichnungen Reo Mā'ohi und Reo Tahiti), ist eine polynesische Sprache, die noch von insgesamt etwa 150.000 Personen in Französisch-Polynesien gesprochen wird. Die Mehrheit von ihnen lebt auf den Gesellschaftsinseln, vor allem auf Tahiti.

## Sehenswürdigkeiten

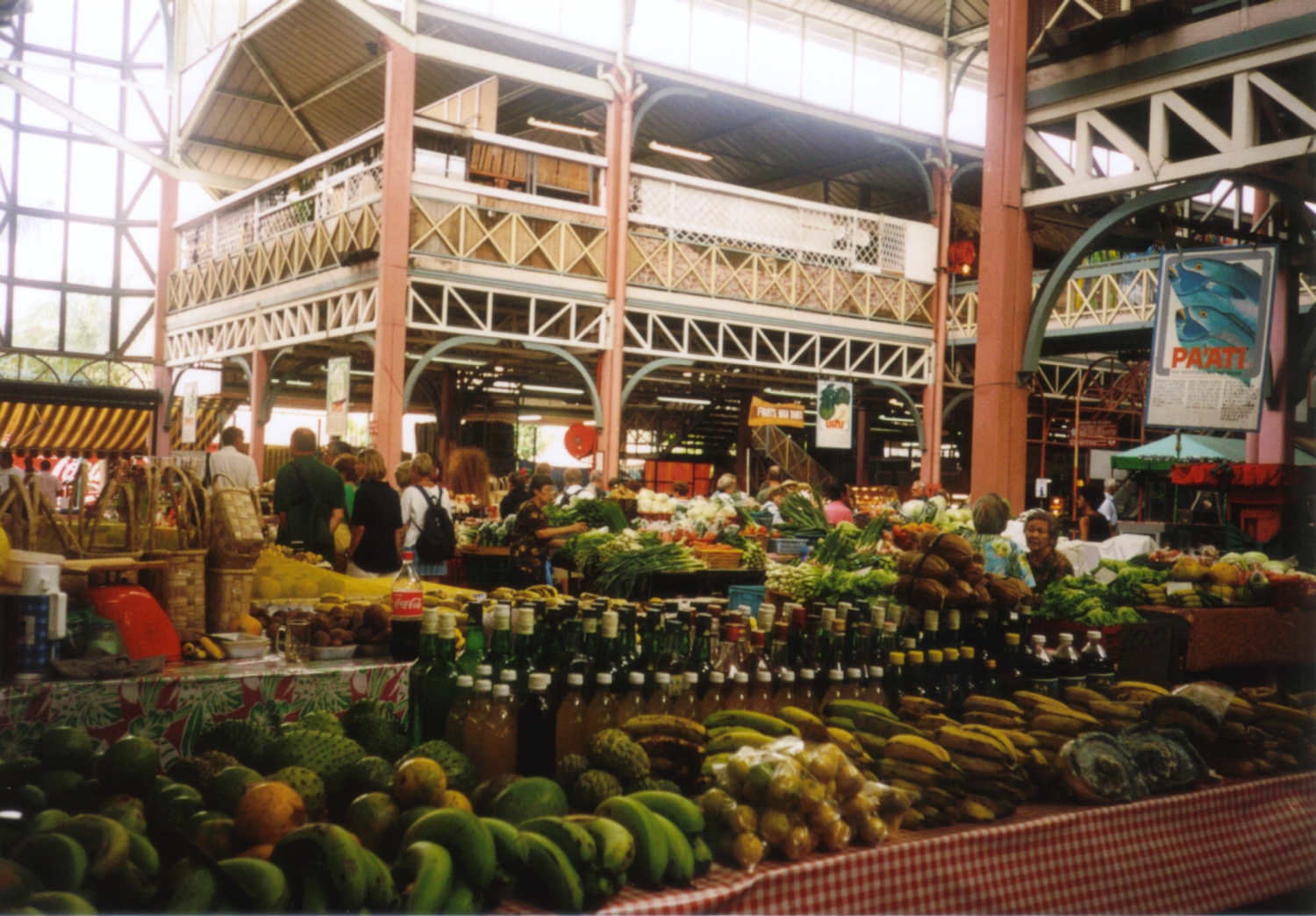
Markthalle in Papeete

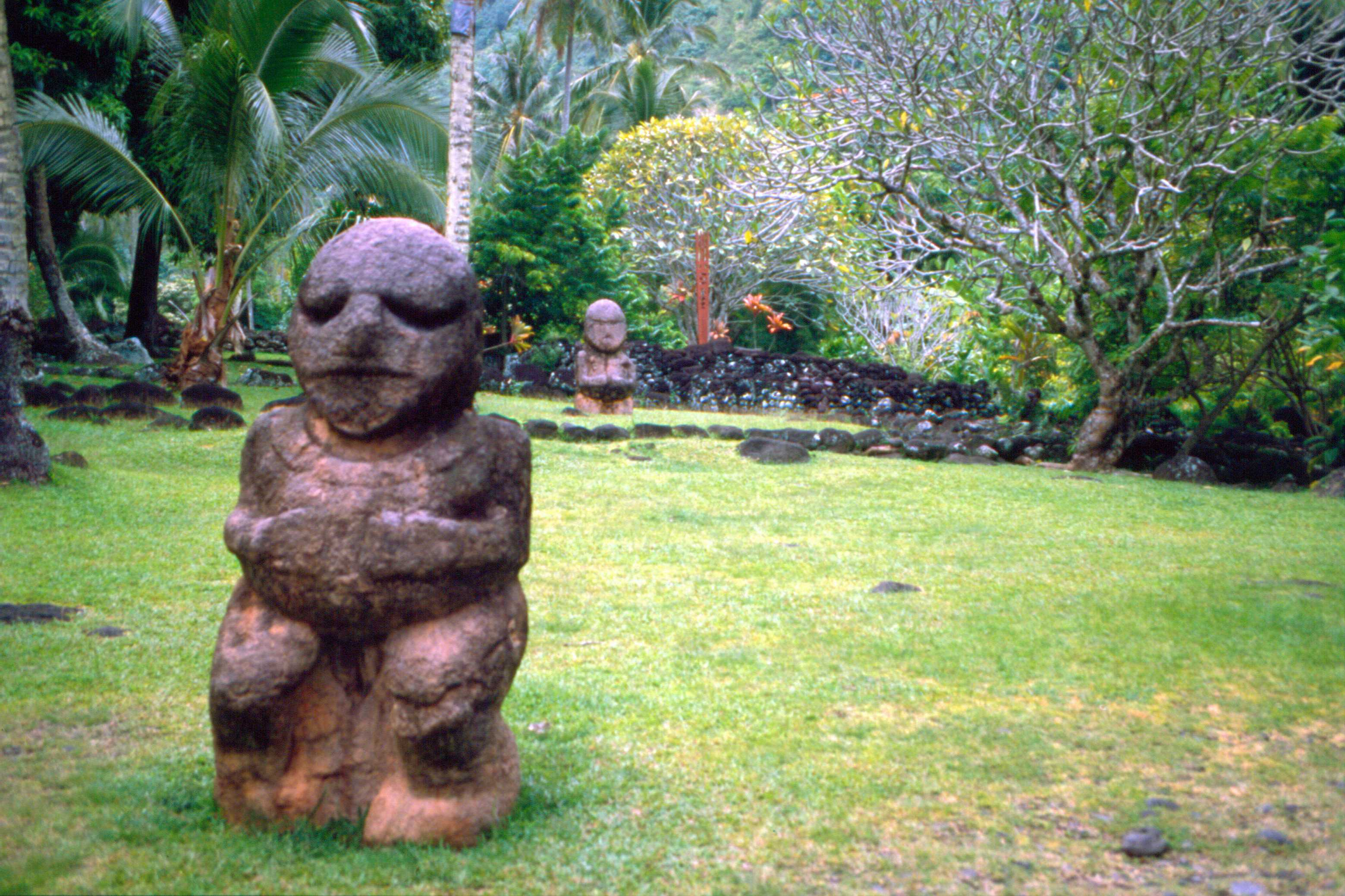
Monumentale Steinstatuen am Marae Arahurahu

Die Stadt Papeete bietet keine besonderen Sehenswürdigkeiten. Interessant ist jedoch die Markthalle, in deren Erdgeschoss die Einheimischen ihren täglichen Bedarf an Nahrungsmitteln einkaufen. In der ersten Etage findet der Tourist ein reichhaltiges Angebot von Souvenirs. Am Boulevard Pomaré, im Geschäftszentrum, liegt das Perlenmuseum von Robert Wan, das zwar eher eine Verkaufsshow ist, jedoch einen guten Überblick über die Entstehung und Aufzucht der Tahitiperle gibt, vom Einsetzen des Nukleus über die jahrelange Aufzucht bis zur Ernte.
Die etwa 10 km von Papeete entfernte Matavai-Bucht, die bevorzugte Anlegestelle der frühen europäischen Besucher, wird von einem 1867 errichteten Leuchtturm überragt. Nahebei befinden sich Gedenksteine für James Cook und die Missionare der London Missionary Society sowie ein öffentlicher Strand.
Der Botanische Garten von Papeari mit einem reichhaltigen Bestand tropischer Blütenpflanzen und alter Bäume wurde von dem US-Amerikaner Harrison Smith gegründet. Smith war eigentlich Professor für Physik am Massachusetts Institute of Technology und erklärter Pazifist und Naturfreund, der sich nach dem Ersten Weltkrieg in Tahiti angesiedelt hatte. Beginnend mit dem Jahr 1919 erwarb er immer mehr Land, um dort die Pflanzen Tahitis zu schützen. Zum Botanischen Garten gehört auch das Gauguin-Museum, das anhand von historischen Fotos und Schautafeln das Leben Gauguins in der Südsee zeigt. Das Museum enthält allerdings nur Reproduktionen seiner Gemälde.
Der Fa’arumai-Wasserfall ist von dichter tropischer Vegetation umgeben. Von hier aus sind zwei weitere Wasserfälle auf einem Fußpfad erreichbar.
Der Marae Mahaiatea war mit ca. 90 × 30 Metern einst die größte Kultplattform Tahitis. Er war in der Art einer Stufenpyramide in elf Terrassen angelegt und etwa 15 Meter hoch. Heute sind von der Anlage nur noch Reste zu sehen. Der Marae im Arahurahu-Tal wurde hingegen vorbildlich restauriert. Die großen Steinstatuen sind noch vorhanden. In jedem Jahr findet hier das Heiva-Festival statt, bei dem traditionelle sportliche Wettbewerbe, Tänze und Musik aufgeführt werden.
Das 1974 eröffnete Musée de Tahiti et des Îles bei dem Ort Punaauia ist sowohl ein naturkundliches als auch ethnologisches und historisches Museum. Neben Informationen zur Geologie und Geografie Tahitis sind hier monumentale Steinstatuen von Tahiti, den Marquesas und Raivavae ausgestellt sowie Waffen, Ritualgegenstände und kunsthandwerkliche Objekte.
Bei Arue, etwa 5 km östlich von Papeete, befindet sich das Haus des Schriftstellers James Norman Hall, der mehrere Jahre auf Tahiti verbrachte und 1951 dort starb. Sein Roman Mutiny on the Bounty (Meuterei auf der Bounty), Koautor war Charles Bernard Nordhoff, ist weltberühmt geworden und war Grundlage für mehrere Verfilmungen. Das Haus, ein detailgenauer Wiederaufbau, ist heute ein öffentlich zugängliches Museum. Die Einrichtungsgegenstände aus dem Besitz von Norman Hall sind größtenteils Originale. Das Grab des Schriftstellers liegt in den Hügeln oberhalb seines Hauses.

## Wirtschaft und Infrastruktur

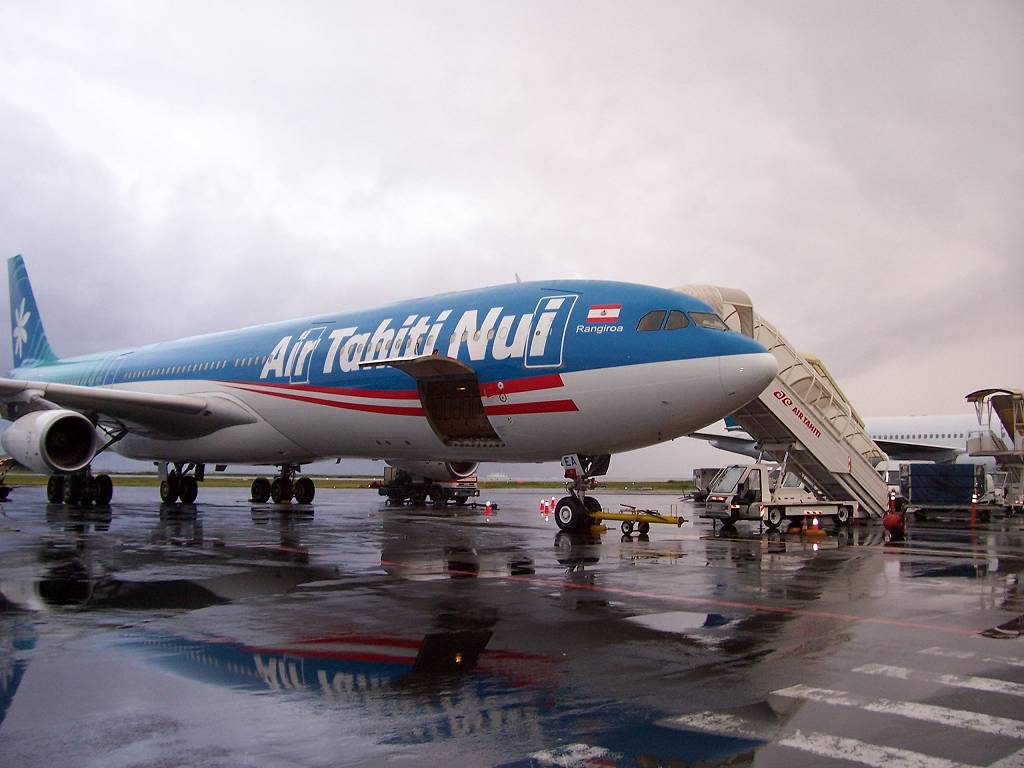
Eine Maschine der Air Tahiti Nui

Der wichtigste Wirtschaftsfaktor ist mittlerweile der Tourismus. Tahiti ist neben Bora Bora die touristisch am besten erschlossene Insel Französisch-Polynesiens. Es finden sich Hotels aller Preisklassen, das Preisniveau ist allerdings außerordentlich hoch.
Das zweite wirtschaftliche Standbein ist der Handel mit Perlen. Vor der Insel selbst finden sich zwar keine Perlenfarmen, aber Tahiti hat sich in den letzten Jahren zum Zentrum des Handels mit schwarzen Perlen entwickelt. Das führt so weit, dass schwarze Perlen mittlerweile als „Tahitiperlen“ angeboten werden, obwohl sie tatsächlich von den Austral-, Gesellschafts- und Marquesas-Inseln sowie dem Tuamotu-Archipel stammen.
Mit zunehmender Beliebtheit der alternativen Kosmetik und Heilkunst gewinnen zwei weitere Erzeugnisse Tahitis an Bedeutung: Monoi-Öl, ein traditionelles Pflegemittel aus natürlichen Bestandteilen, und der Saft der Noni-Früchte, dem gesundheitsfördernde Eigenschaften zugeschrieben werden.
Tahiti ist das wirtschaftliche Drehkreuz für Französisch-Polynesien. Hafen und Flughafen haben Verteilerfunktion für die übrigen Inseln der Region. Im Norden von Tahiti Nui, unweit der Stadt Papeete, liegt der recht große Aéroport international Tahiti Faa'a. Das große Hafenbecken kann auch größere Fracht- und Passagierschiffe aufnehmen. Die Anlegestellen für Kreuzfahrtschiffe befinden sich unmittelbar am Boulevard Pomaré in der Nähe des Stadtzentrums von Papeete.
Tahiti Nui ist von einer Fernverkehrsstraße umgeben, im Großraum Papeete und um den Flughafen sogar mit mehreren Fahrstreifen. Tahiti Iti ist bis Teahupoo im Süden und Tautira im Norden über befestigte Straßen erreichbar.

## Bildung
Tahiti ist auch das bedeutendste Bildungszentrum von Französisch-Polynesien. In dem Internat des staatlichen Lycée Paul Gauguin wohnen auch Schüler der kleineren Inseln, um ihr Abitur zu machen. Hinzu kommen zahlreiche private Lycées. Die Universität Französisch-Polynesien befindet sich in Punaauia nahe Papeete.

## Sport
Im Jahr 2024 war die Insel einer der Austragungsorte für die Olympischen Sommerspiele 2024. Die Wettkämpfe im Surfen fanden vor Teahupoʻo statt.